# René Pellet
Pour les articles homonymes, voir Pellet (homonymie).
René Pellet, né le 31 aout 1911 à Lyon et mort le 23 aout 1944 dans la même ville, est un instituteur spécialisé dans l'enseignement aux sourds, héros de la Résistance.

## Biographie

### Jeunesse et études
Né à Lyon en 1911, René Pellet obtient un DES de pédagogie en 1936. Sa thèse a pour sujet « Des premières perceptions du concret à la conception de l’abstrait chez l’enfant. Essai de l’analyse de la pensée et de son expression chez l’enfant sourd-muet ». 

### Carrière
À partir de 1933, il enseigne à l’École municipale des Sourds-Muets et Aveugles de Lyon. Il y rencontre et épouse le21 décembre 1933 Marguerite Baud, institutrice spécialisée elle aussi.
Il est également « commissaire de district » de la région de Lyon des Éclaireurs de France.
En octobre 1941, il est nommé directeur de l'École.

### Résistance
À la même période, il s'engage dans la Résistance et entre dans le réseau Marco-Polo par l'intermédiaire des Éclaireurs. Au printemps 1943, la Gestapo déploie une intense activité pour démanteler la Résistance dans la région lyonnaise, ce qui aboutit à l'affaire de Caluire, le 21 juin au cours de laquelle Jean Moulin est arrêté, puis à l'arrestation de Guivante, chef du réseau Marco-Polo. René Pellet prend alors la relève, avec l'aide de son épouse Marguerite et de ses deux frères, Paul (dit Balbo), étudiant en médecine, et André, dentiste. Début octobre, il part pour Londres donner des renseignements sur le combustible employé pour les essais de fusées Vl et V2. Le couple Pellet accepte par ailleurs d'héberger dans l'École des enfants juifs pris en charge par l'Œuvre de secours aux enfants (OSE), en instance de placement dans des familles d'accueil.
Le 24 novembre 1943, la Gestapo investit l'École des Sourds-Muets et arrête 62 personnes, dont Marguerite et Paul Pellet. Madeleine Dreyfus, de l'OSE, venue ce jour-là chercher un enfant, fait également partie des personnes arrêtées. 
Transférée à Montluc, Marguerite Pellet est déportée à Ravensbrück en avril 1944. Elle meurt le 20 mars 1945 dans un bombardement américain à Amstaten (Mauthausen), alors qu'elle était en train de nettoyer une voie ferrée. Paul et André Pellet sont également enfermés à Montluc, le second à partir du 27 novembre 1943.
Malgré les risques René Pellet revient à Lyon le 15 décembre 1943 et reprend la tête du réseau Marco-Polo. Il déplace la centrale du réseau à Saint-Genis-Laval puis à Chaponost. Sur dénonciation d’un membre du réseau, il est arrêté le 30 juillet 1944 à Chaponost, au domaine agricole du Milon, puis emprisonné à Montluc. Torturé, il est fusillé en compagnie de deux de ses compagnons sur le pont Pasteur à Lyon le 23 aout 1944, veille de la libération du fort. Son corps est ensuite jeté dans le Rhône et sa dépouille retrouvée deux jours plus tard à Saint-Pierre-de-Bœuf (Loire).

## Hommages
Une cité scolaire porte le nom de René Pellet à Villeurbanne. Une rue ainsi qu'un square sont également nommés d'après lui et son épouse, respectivement à Lyon et Villeurbanne.

## Distinctions
Il est reconnu « Mort pour la France » et « Interné résistant »,.
- Médaille de la Résistance française par décret du 10 janvier 1947[9].